# Liste der Baudenkmäler in Bad Aibling

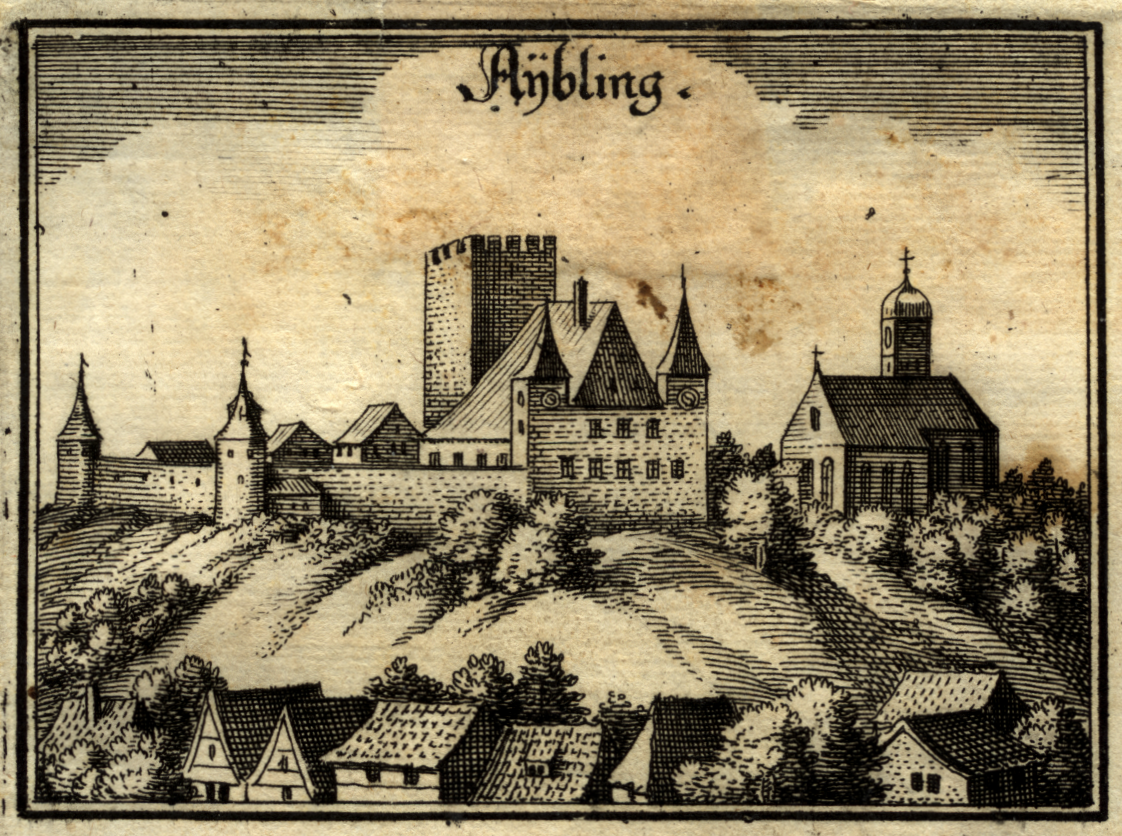
Merian: Aibling (aybling) 1644

Auf dieser Seite sind die Baudenkmäler in der oberbayerischen Stadt Bad Aibling zusammengestellt. Diese Tabelle ist eine Teilliste der Liste der Baudenkmäler in Bayern. Grundlage ist die Bayerische Denkmalliste, die auf Basis des Bayerischen Denkmalschutzgesetzes vom 1. Oktober 1973 erstmals erstellt wurde und seither durch das Bayerische Landesamt für Denkmalpflege geführt wird. Die folgenden Angaben ersetzen nicht die rechtsverbindliche Auskunft der Denkmalschutzbehörde.

## Ensembles

### Ensemble Kirchzeile

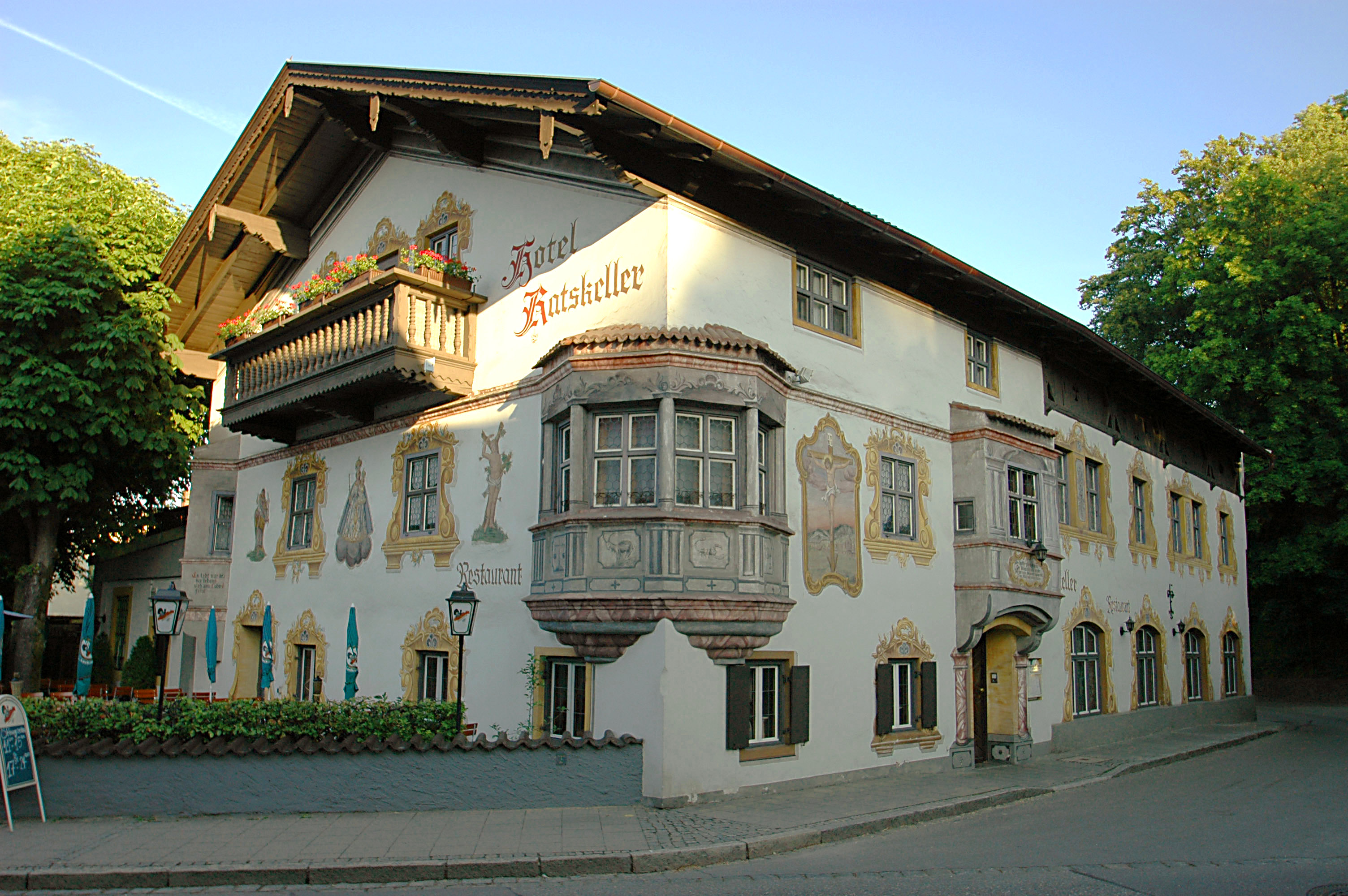
Ehemaliges Marktschreiberhaus

Das Ensemble umfasst die östliche Bebauung der Kirchenzeile, eine lange geschlossene, von Süden bis zum Fuße des Hofbergs im Norden sich hinziehende Reihe von Häusern, die von den monumentalen Bauten des Hofberges, der Stadtpfarrkirche und dem ehemaligen Rentamts, beherrscht wird. Es handelt sich um zwei- und dreigeschossige Giebelbauten, die in der Mehrzahl nach dem Ortsbrand von 1765
entstanden oder erneuert worden sind, unter ihnen ehemalige Handwerker-, Wohn-, Geschäfts- und Gasthäuser; dabei tritt der Typus des oberbayerischen bäuerlichen Hauses mit vorkragendem Satteldach als auch jener der Inn-Salzach-Städte mit geradem Fassadenabschluss und Vorschussmauer auf. 
Aktennummer: E-1-87-117-1

### Ensemble Meggendorfer Straße

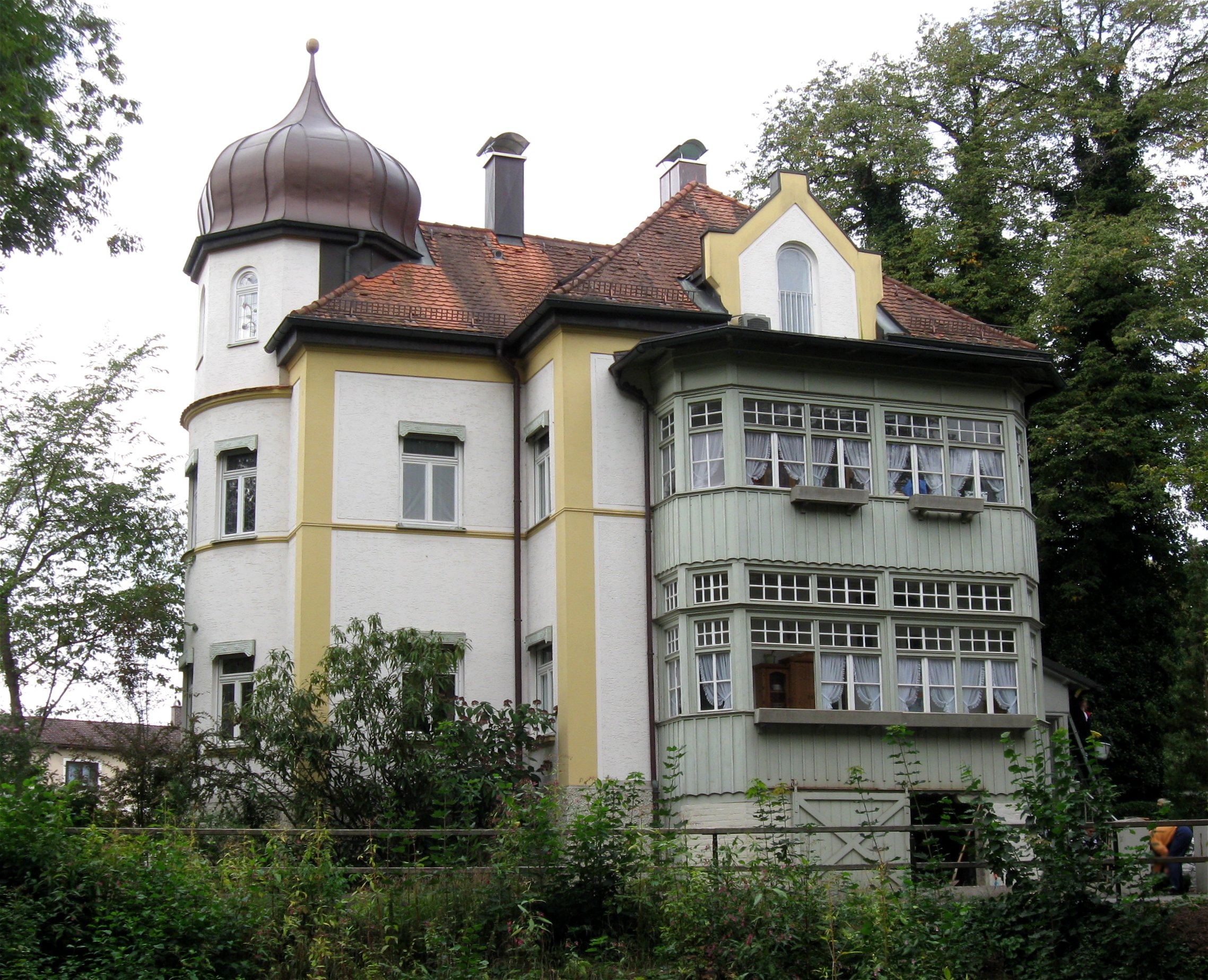
Villa in der Meggendorfer Straße

Das Ensemble umfasst eine Reihe von villenartigen Kurpensionen bzw. Kurärztehäuser, die in offener Bauweise einzeilig am Ufer der Glonn um 1900 auf Initiative des Kaufmanns Meggendorfer errichtet worden sind. Die Bauten zeichnen sich durch Erkertürme, Ziergiebel, Giebelrisalite – meist in asymmetrischer Anordnung – aus und nehmen in den Details Stilformen des Historismus und Jugendstils auf. Haus Merkur, Nr. 2, ein dreigeschossiges Wohn- und Geschäftshaus in Ecklage, bildet den Auftakt des Ensembles von der Bahnhofstraße her. 
Aktennummer: E-1-87-117-3

### EnsembleOrtskern Berbling

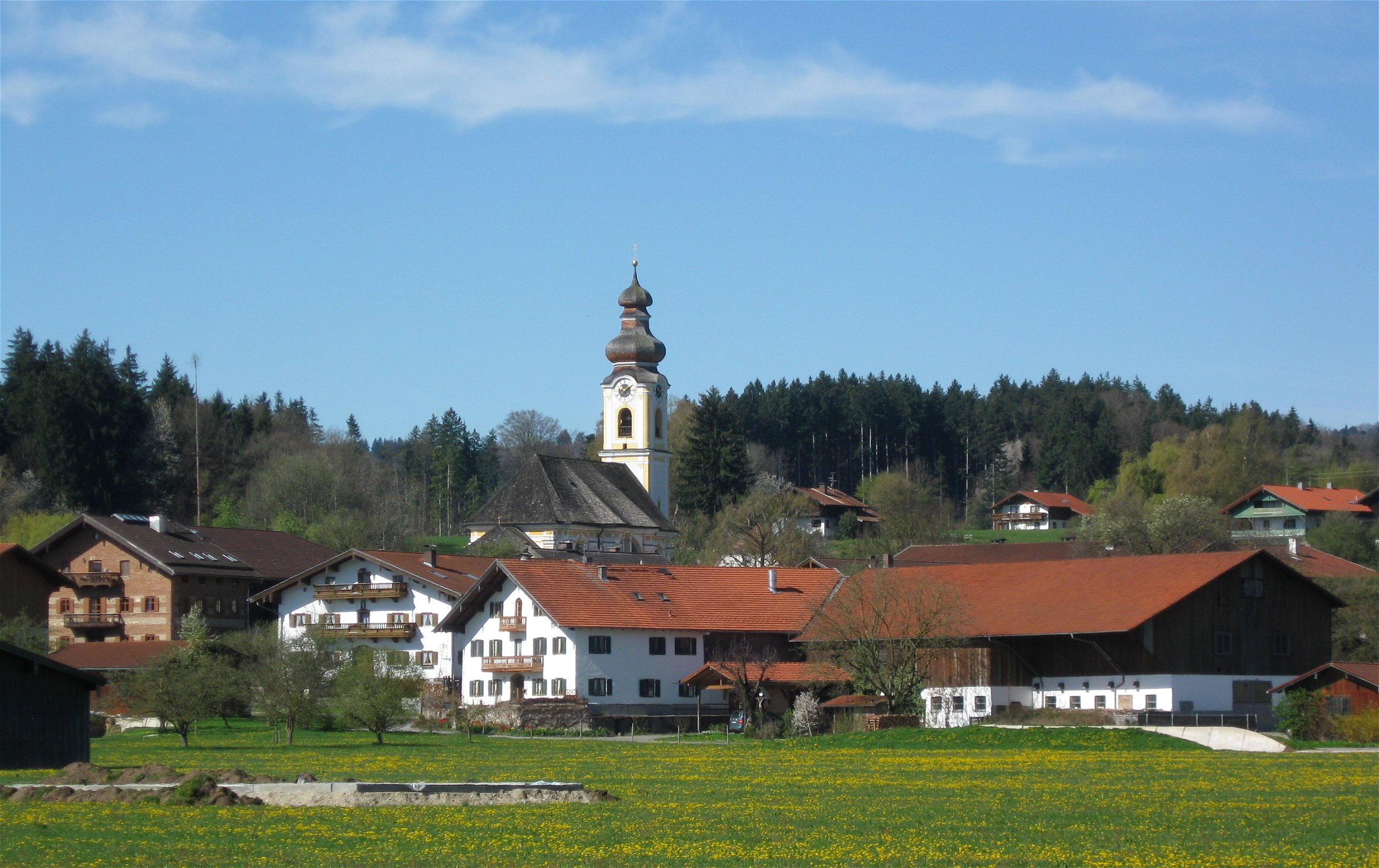
Berbling, Blick auf Berbling

Das Pfarrdorf Berbling, südlich der Stadt Bad Aibling und an den östlichen Ausläufern des Irschenberges gelegen, hat sein historisches Ortsbild anschaulich bewahrt. Es handelt sich hier um ein Haufendorf, dessen Charakter durch die bäuerliche Bauweise des Alpenvorlandes und durch die Rokokokirche Hl. Kreuz bestimmt wird. Der Ort wird 804 erstmals urkundlich erwähnt. Von 1261 bis 1803 lag die Grundherrschaft beim Kloster Scheyern. Besonders im 18. Jahrhundert erfährt Berbling durch die Äbte des Klosters den Ort prägende Förderungen. In diese Zeit fällt auch der Bau der Pfarrkirche.
Das Ensemble umfasst den historischen Ortskern, der aus zwei gewundenen, am östlichen Ortsrand zusammenstoßenden Straßenzügen und einigen Nebengassen besteht. Entlang dieser Straßen und Gassen reihen sich in lockeren Abständen stattliche, in der Regel nach Osten ausgerichtete Einfirsthöfe. Es handelt sich um Bauten des 18. bis frühen 20. Jahrhunderts, unter denen sich das Anwesen Heinrichsdorfer Straße 20 durch seine Rokokobemalung, das Anwesen Wilhelm-Leibl-Straße 5 durch sein Blockbauobergeschoss besonders auszeichnen. Das biedermeierliche Schulhaus, das barocke Scheyerner-Klosterhaus und das Krameranwesen setzen sich von den bäuerlichen Bauten ab. Die vom ummauerten Friedhof umgebene Kirche, von Philipp Millauer 1751–56 errichtet, beherrscht mit ihrem reich gegliederten und weithin sichtbaren Turm das Ensemble und gehört zu den reizvollsten Bauten des ländlichen Rokoko in Altbayern.
Der malerische Charakter des Dorfes wird auch durch die um die einzelnen Anwesen sich schließenden Obstgärten sowie die am südlichen Ortsrand überlieferten großen Streuobstwiesen geprägt. Das reizvolle Ortsbild veranlasste den Maler Wilhelm Leibl, sich um 1880 in Berbling niederzulassen. In der hiesigen Kirche schuf er im Jahr 1882 sein weltberühmtes Bild "Drei Frauen in der Kirche".
Aktennummer: E-1-87-117-5

## Baudenkmäler nach Ortsteilen

### Bad Aibling
| Lage                                                                    | Objekt | Beschreibung | Akten-Nr.               | Bild                                                                                 |
| ----------------------------------------------------------------------- | --- | --- | ----------------------- | ------------------------------------------------------------------------------------ |
| Adalbert-Stifter-Straße 6 (Standort)                                    | Schloss Prantseck                                                                                          | Dreigeschossige Anlage mit Eckerkern, Giebeln und Putzgliederung, 1564, Ausbau im 17./18. Jahrhundert Schlosspark, im Stil eines englischen Landschaftsparks, mit Flusslauf und Brücken, Mitte und Ende 19. Jahrhundert | D-1-87-117-1 Wikidata   | weitere Bilder                                                                       |
| Am Klafferer 4 (Standort)                                               | Ehemaliges Bezirksamt, jetzt Landratsamt Rosenheim                                                         | Dreigeschossiger Massivbau mit Walmdach, Erker, traufseitigem Giebel und Putzgliederung, im neubarocken Stil, 1900 | D-1-87-117-3 Wikidata   | weitere Bilder                                                                       |
| Bahnhofstraße 3 (Standort)                                              | Ehemaliges Bauernhaus                                                                                      | Giebelständiger zweigeschossiger Putzbau mit Flachsatteldach, Firstpfette bezeichnet mit „1799“ | D-1-87-117-5 Wikidata   | weitere Bilder                                                                       |
| Bahnhofstraße 7 (Standort)                                              | Ehemaliges Bauernhaus                                                                                      | Zweigeschossiger Putzbau mit Giebellaube und Flachsatteldach in Ecklage, um Mitte 19. Jahrhundert | D-1-87-117-7 Wikidata   | weitere Bilder                                                                       |
| Bahnhofstraße 16; Bahnhofstraße 16 a (Standort)                         | Wohn- und Geschäftshaus                                                                                    | Dreigeschossiger Putzbau mit Erkerturm und Satteldächern in Ecklage, Fassaden mit Putzdekor im Jugendstil, um 1900/1910 | D-1-87-117-8 Wikidata   | weitere Bilder                                                                       |
| Dr.-Beck-Straße 4 (Standort)                                            | Kurpension (sogenannte Villa Luitpold)                                                                     | Zweigeschossiger Walmdachbau mit seitlichem Giebelrisalit, Neurenaissance-Fassadengliederungen, eisernem Jugendstil-Balkon und Farbverglasungen, um 1910 | D-1-87-117-10 Wikidata  | weitere Bilder                                                                       |
| Ellmosener Straße 26; Nähe Ellmosener Straße (Standort)                 | Friedhof                                                                                                   | Teilummauerte Anlage, 1866/67, erweitert Ende 19. Jahrhundert und in den 1920er Jahren Aussegnungshalle mit Dachreiter, neuromanisch, 1866/67 Zweiflügelige Friedhofsarkaden, 1866/67, mit Grabdenkmälern des 18. und 19. Jahrhunderts Kriegerdenkmal des I. Weltkrieges in Form eines Kruzifixus mit überlebensgroßem Corpus aus Gusseisen, am Sockel bezeichnet mit „1923“                                                                             | D-1-87-117-15 Wikidata  | weitere Bilder                                                                       |
| Frühlingstraße 30 (Standort)                                            | Villa Kreszentia, Kurpensionsvilla                                                                         | Zweigeschossiger Satteldachbau mit Putzgliederungen und Zwerchgiebeln in Ecklage, ornamental geschnitzte hölzerne Balkone mit einer Heiligenfigur, Hausmadonna in geschnitzter Giebelschürze, Putzgliederungen im Neurenaissancestil, 1896 | D-1-87-117-18 Wikidata  | weitere Bilder                                                                       |
| Harthauser Straße 2, im Garten (Standort)                               | Katholischer Pfarrhof                                                                                      | Zweigeschossiger Krüppelwalmdachbau in Ecklage, 1797; mit Ausstattung Martersäule, Tuffstein, 17. Jahrhundert | D-1-87-117-19 Wikidata  | weitere Bilder                                                                       |
| Harthauser Straße 3 (Standort)                                          | Schule | Vornehmer dreigeschossiger Walmdachbau mit Mittelrisalit, Portikus und Bogenfeldbekrönung, Putzgliederung und Fassadenschmuck im neubarocken Stil, 1900 | D-1-87-117-20 Wikidata  | weitere Bilder                                                                       |
| Harthauser Straße 11 (Standort)                                         | Martersäule                                                                                                | Kalktuff, wohl 17. Jahrhundert | D-1-87-117-21 Wikidata  | weitere Bilder                                                                       |
| Hofberg 1 (Standort)                                                    | Katholische Stadtpfarrkirche St. Mariä Himmelfahrt                                                         | Saalbau mit flankierendem Chorturm mit Kuppelhaube, im Kern spätgotisch, barocke Anlage von Abraham Millauer nach Plan von Johann Michael Fischer, 1755/56; mit Ausstattung | D-1-87-117-22 Wikidata  | weitere Bilder                                                                       |
| Hofberg 3 (Standort)                                                    | Altes Schulhaus                                                                                            | Zweigeschossiger Putzbau mit Krüppelwalmdach, über dem Eingang bezeichnet mit „1804“ | D-1-87-117-23 Wikidata  | weitere Bilder                                                                       |
| Hofberg 5; Hofberg 6 (Standort)                                         | Ehemalige Burg, ehemaliges Rentamt, jetzt Amtsgericht                                                      | Zwei große zusammengeschlossene dreigeschossige Putzbauten mit Satteldächern, Nordteil mittelalterlich, Südteil im Giebel bezeichnet mit „1742“, Westtrakt wohl 19. Jahrhundert | D-1-87-117-24 Wikidata  | weitere Bilder                                                                       |
| Hofberg 7 (Standort)                                                    | Gebäude des ehemaligen Gendarmeriekommandos                                                                | Zweigeschossiger Putzbau mit Dreiecksgiebel, eisernem Balkon und Walmdach, Putzgliederung im Neurenaissancestil, um 1900 | D-1-87-117-26 Wikidata  | weitere Bilder                                                                       |
| Hofberg 8 (Standort)                                                    | Wohnhaus                                                                                                   | Zweigeschossiger Putzbau mit Erker, Zwerchhaus und Walmdach, Putzgliederung im Neurenaissancestil, um 1900 | D-1-87-117-25 Wikidata  | weitere Bilder                                                                       |
| Hofmühlstraße; Kirchzeile 17, vor Haus Nr. 17 (Standort)                | Brunnen mit Figur des Heiligen Michael                                                                     | Neubarock, nach 1884 | D-1-87-117-41 Wikidata  | weitere Bilder                                                                       |
| Irlachstraße 16 (Standort)                                              | Sogenanntes Irlachschlösschen                                                                              | Zweigeschossiger Putzbau mit Mansardwalmdach und Glockenstuhl sowie seitlichen kurzen Flügelbauten mit Dachterrassen, Kernbau 1561, ausgebaut zweite Hälfte 17. Jahrhundert und Mitte 19. Jahrhundert | D-1-87-117-29 Wikidata  | weitere Bilder                                                                       |
| Karolinenstraße 8 (Standort)                                            | Villenartiges Wohnhaus, sogenanntes Karolinenschlösschen                                                   | Zweigeschossiger massiver Mansarddachbau mit Eckerkerturm, wohl 1840/41 | D-1-87-117-134 Wikidata | weitere Bilder                                                                       |
| Kellerstraße 4; Kolbermoorer Straße 1 (Standort)                        | Ehemaliger Schuhbräukeller und Brauereigebäude                                                             | Einheitlich mit Lisenen, Gesimsen und Segmentbogenöffnungen gegliederter zweigeschossiger Nord-Süd-Trakt mit in Höhe und Firstrichtung differenzierten Bauteilen (Sudhaus, Mälzerei, Kühlhaus und Lagerbauten), bezeichnet mit „1888–1890“ Lager- und Gärkeller, gleichzeitig, an ältere Gewölbekeller anschließend Südseitig einbezogenes Kellerhaus, dreigeschossiger Walmdachbau mit zweigeschossigem Anbau und Putzmedaillons, bezeichnet mit „1814“ | D-1-87-117-131 Wikidata | weitere Bilder                                                                       |
| Kirchzeile 2 (Standort)                                                 | Wohn- und Geschäftshaus                                                                                    | Giebelständiger zweigeschossiger Massivbau mit vorkragendem Satteldach und Ecknische mit Marienfigur, erste Hälfte 19. Jahrhundert | D-1-87-117-31 Wikidata  | weitere Bilder                                                                       |
| Kirchzeile 4 (Standort)                                                 | Ehemaliges Gasthaus und Kastenamt mit Weißbierschänke, jetzt Wohn- und Geschäftshaus                       | Giebelständiger dreigeschossiger Satteldachbau mit Vorschussmauer, um 1550 erbaut, Umbau 18. Jahrhundert | D-1-87-117-32 Wikidata  | Ehemaliges Gasthaus und Kastenamt mit Weißbierschänke, jetzt Wohn- und Geschäftshaus |
| Kirchzeile 5, an der Traufseite (Standort)                              | Fresko | Darstellung der Madonna mit Kind 1760 | D-1-87-117-136          | Fresko                                                                               |
| Kirchzeile 10 (Standort)                                                | Wohn- und Geschäftshaus                                                                                    | Giebelständiger dreigeschossiger Satteldachbau, im Innern an Türstock bezeichnet mit „1806“, Umbau mit Aufstockung und Fassadengestaltung in historisierender Form, um 1900 | D-1-87-117-34 Wikidata  | Wohn- und Geschäftshaus                                                              |
| Kirchzeile 11; Kirchzeile 11 a (Standort)                               | Ehemaliges Bauernhaus, sogenanntes Baderhaus für erste Moorbadversuche                                     | Traufständiger zweigeschossiger Massivbau mit Satteldach und Flacherker, 1544, Umbau, spätes 17. Jahrhundert und Mitte 19. Jahrhundert | D-1-87-117-35 Wikidata  | weitere Bilder                                                                       |
| Kirchzeile 13 (Standort)                                                | Ehemaliges Marktschreiberhaus, seit 1897 Gasthaus                                                          | Zweigeschossiger Massivbau mit flachem Satteldach und zwei Erkern, ehemaliger Wirtschaftsteil mit Bundwerkkniestock, 1770, im Kern 17. Jahrhundert | D-1-87-117-37 Wikidata  | weitere Bilder                                                                       |
| Kirchzeile 17 (Standort)                                                | Ehemaliges Benefiziatenhaus                                                                                | Zweigeschossiger Walmdachbau in Ecklage, 1840 | D-1-87-117-39 Wikidata  | weitere Bilder                                                                       |
| Lagerhausstraße 12 (Standort)                                           | Villa, sogenannte Villa Wendelstein                                                                        | Zweigeschossiger Flachsatteldachbau in Ecklage mit Erkerturm, Giebelrisaliten, Zierfachwerk und hölzernen Balkonen, Putzgliederung im Neurenaissancestil, um 1900 | D-1-87-117-44 Wikidata  | weitere Bilder                                                                       |
| Lindenstraße 1 (Standort)                                               | Wohn- und Geschäftshaus                                                                                    | Traufständiger zweigeschossiger Schopfwalmdachbau mit Zwerchgiebel und Kniestock, Flacherker, eisernem Balkon und Putzgliederungen, 1902 | D-1-87-117-135 Wikidata | weitere Bilder                                                                       |
| Lindenstraße 18 (Standort)                                              | Wohnhaus                                                                                                   | Giebelständiger und erdgeschossiger Putzbau mit Bodenerker, Giebelerker, seitlichen Zwerchhäusern und Steilsatteldach, Heimatstil mit Anklängen an den Jugendstil, um 1910/15 | D-1-87-117-45 Wikidata  | weitere Bilder                                                                       |
| Lindenstraße 20 (Standort)                                              | Kurpensionsvilla                                                                                           | Zweigeschossiger Putzbau mit Mittelrisalit, verbretterter Dachzone, hölzernen Balkonen und Flachsatteldach, um 1900 | D-1-87-117-46 Wikidata  | Kurpensionsvilla                                                                     |
| Lindenstraße 22 (Standort)                                              | Kurpensionsvilla                                                                                           | Zweigeschossiger Putzbau mit hölzernem Balkon-Giebelrisalit und Flachsatteldach, Putzgliederung im Neurenaissancestil, um 1900 | D-1-87-117-47 Wikidata  | weitere Bilder                                                                       |
| Lindenstraße 23 (Standort)                                              | Ehemaliges Forstamt                                                                                        | Erdgeschossiger Putzbau mit Zwerchhaus, Putzgliederungen und Mansardwalmdach, in neubarocken Formen, um 1905/10 | D-1-87-117-48 Wikidata  | weitere Bilder                                                                       |
| Lindenstraße 24 (Standort)                                              | Sogenanntes Haus Hamburg, Kurpensionsvilla                                                                 | Zweigeschossiger Putzbau mit Erker, Giebelrisalit mit Schopfwalmdach und Zierbundwerk, seitlichem Risalit mit Veranda sowie farbigen Jugendstil-Fenstern, Putzgliederungen im Neurenaissancestil, um 1900 | D-1-87-117-49 Wikidata  | Sogenanntes Haus Hamburg, Kurpensionsvilla                                           |
| Lindenstraße 26 (Standort)                                              | Kurpensionsvilla                                                                                           | Zweigeschossiger Putzbau mit verbrettertem Giebel, Erker, hölzernem Balkon, hölzerner Veranda in Ecklage und flachem Krüppelwalmdach, um 1900 | D-1-87-117-50 Wikidata  | weitere Bilder                                                                       |
| Marienplatz 5 (Standort)                                                | Ehemaliger Freihof Prantshausen                                                                            | Zweigeschossiger Massivbau mit Schweifgiebel und geknickter Fassade, im Kern 16. Jahrhundert | D-1-87-117-51 Wikidata  | weitere Bilder                                                                       |
| Marienplatz 6 (Standort)                                                | Katholische Filialkirche St. Sebastian                                                                     | Saalbau mit Turm, barocke Anlage, 1766/68; mit Ausstattung | D-1-87-117-52 Wikidata  | weitere Bilder                                                                       |
| Marienplatz 7 (Standort)                                                | Wohn- und Geschäftshaus, von 1881 bis 1892 Wohnhaus des Malers Wilhelm Leibl                               | Zweigeschossiger Massivbau mit Krüppelwalmdach, um 1800 | D-1-87-117-53 Wikidata  | weitere Bilder                                                                       |
| Marienplatz 8, an der Fassade des Duschlbräu (Standort)                 | Vier Tafelbilder und Inschriftentafeln                                                                     | Darstellungen mit Szenen der örtlichen sowie bayerischen Geschichte, von Josef Hochwind, 1910 | D-1-87-117-155          | Vier Tafelbilder und Inschriftentafeln                                               |
| Marienplatz 10 (Standort)                                               | Ehemaliges Grafenbräu, jetzt Wohn- und Geschäftshaus                                                       | Traufseitiger dreigeschossiger Massivbau mit Satteldach und historisierender Fassade, im Kern 18. Jahrhundert, Ende 19. Jahrhundert | D-1-87-117-55 Wikidata  | Ehemaliges Grafenbräu, jetzt Wohn- und Geschäftshaus                                 |
| Martin-Luther-Hain 1 (Standort)                                         | Evangelisch-Lutherische Pfarrkirche                                                                        | Christuskirche, Saalbau mit Holztonne und eingezogenem Chor, Chorturm mit Pyramidendach, in neuromanischer Formensprache, 1905; mit Ausstattung | D-1-87-117-4 Wikidata   | weitere Bilder                                                                       |
| Meggendorfer Straße 2 (Standort)                                        | Sogenanntes Haus Merkur, Wohn- und Geschäftshaus                                                           | Dreigeschossiger Putzbau in Ecklage mit getrepptem Ziergiebel und geometrisierender Jugendstil-Fassadendekoration, um 1901 | D-1-87-117-56 Wikidata  | weitere Bilder                                                                       |
| Meggendorfer Straße 3 (Standort)                                        | Kurpension und Ärztehaus                                                                                   | Zweigeschossiger Putzbau mit seitlichem Risalit, Flacherker, Giebel, Walm- und Satteldach, um 1900 | D-1-87-117-57 Wikidata  | weitere Bilder                                                                       |
| Meggendorfer Straße 4 (Standort)                                        | Sogenannte Villa Daniela, Kurpension                                                                       | Zweigeschossiger Putzbau mit kräftigem Gesims, historisierenden Stuckdekorationen und Walmdach, um 1910 | D-1-87-117-58 Wikidata  | weitere Bilder                                                                       |
| Meggendorfer Straße 5 (Standort)                                        | Kurpension                                                                                                 | Zweigeschossiger Putzbau mit Stuckdekorationen im Neubarockstil und Walmdach, um 1910 | D-1-87-117-59 Wikidata  | weitere Bilder                                                                       |
| Meggendorfer Straße 6 (Standort)                                        | Sogenannte Villa Sieglinde, ehemalige Kurpension und Ärztehaus                                             | Zweigeschossiger Putzbau mit figürlichem Fassadendekor und Walmdach, um 1904 | D-1-87-117-60 Wikidata  | weitere Bilder                                                                       |
| Meggendorfer Straße 7 (Standort)                                        | Sogenannte Villa Wahnfried, Kurpension und Ärztehaus                                                       | Asymmetrische zweigeschossige Anlage mit Treppengiebeln, Erkerturm und Balkon über offener Vorhalle, in historisierender Formensprache, 1898 | D-1-87-117-61 Wikidata  | weitere Bilder                                                                       |
| Meggendorfer Straße 8; Meggendorfer Straße 9 (Standort)                 | Kurpension und Ärztehaus, Doppelhaus                                                                       | Traufständiger zweigeschossiger Putzbau mit seitlichen Giebelrisaliten mit Zierfachwerk in der Dachzone, flachem Bodenerker, Loggia und Walmdach, Putzdekorationen im Neurenaissancestil, um 1900 | D-1-87-117-62 Wikidata  | weitere Bilder                                                                       |
| Meggendorfer Straße 10 (Standort)                                       | Sogenannte Villa Siegfried, Kurpension und Ärztehaus                                                       | Zweigeschossiger asymmetrischer Putzbau mit Eckturm, polygonalem Erker, Giebelrisalit, Flacherker und Zeltdach im Stil der Neugotik, um 1900 | D-1-87-117-63 Wikidata  | weitere Bilder                                                                       |
| Meggendorfer Straße 11 (Standort)                                       | Kurpension und Ärztehaus                                                                                   | Zweigeschossiger Putzbau in Ecklage mit Zwerchhaus, Erkerturm mit Zwiebelhelm, hölzernen Veranden, farbigen Jugendstilfenstern und Walmdach im Neubarockstil, um 1900 | D-1-87-117-64 Wikidata  | weitere Bilder                                                                       |
| Münchner Straße 10; Münchner Straße 12 (Standort)                       | Wohnhaus                                                                                                   | Doppelbau, zweigeschossiger Putzbau mit vorkragendem Flachsatteldach, vor 1812 | D-1-87-117-65 Wikidata  | Wohnhaus                                                                             |
| Münchner Straße 13 (Standort)                                           | Wohnteil des ehemaligen Bauernhauses                                                                       | Zweigeschossiger Putzbau mit vorkragendem Flachsatteldach, im Kern 18. Jahrhundert, erneuert erste Hälfte 19. Jahrhundert | D-1-87-117-66 Wikidata  | weitere Bilder                                                                       |
| Münchner Straße 42 (Standort)                                           | Sogenanntes Landhaus Sonnenhof, Wohnstallhaus                                                              | Zweigeschossiger Satteldachbau mit traufseitigem Erker und Bodenerker, hofseitigem Mittelrisalit, umlaufender Galerie, hölzernem Giebelrisalit mit Lauben, Ende 19. Jahrhundert | D-1-87-117-67 Wikidata  | weitere Bilder                                                                       |
| Münchner Straße 50 (Standort)                                           | Martersäule                                                                                                | Tuffstein, 17. Jahrhundert | D-1-87-117-68 Wikidata  | Martersäule                                                                          |
| Nähe Eichenstraße (Standort)                                            | Kapelle | Satteldachbau mit dreiseitigem Schluss und Dachreiter, 1894 erbaut; mit Ausstattung | D-1-87-117-139 Wikidata | weitere Bilder                                                                       |
| Nähe Ellmosener Straße; vor dem Friedhof (Standort)                     | Martersäule                                                                                                | Wohl 17. Jahrhundert | D-1-87-117-14 Wikidata  | weitere Bilder                                                                       |
| Nähe Ellmosener Straße; vor dem Friedhof (Standort)                     | Kriegerdenkmal für 1870/71                                                                                 | Obelisk, 1877 | D-1-87-117-13 Wikidata  | weitere Bilder                                                                       |
| Nähe Ellmosener Straße; Nähe Hofberg, am Aufgang zum Hofberg (Standort) | Gedenktafel zur Erinnerung an die Verteidiger Aiblings von 1648                                            | Im neubarocken Stil, errichtet 1898 | D-1-87-117-27 Wikidata  | weitere Bilder                                                                       |
| Nähe Rosenheimer Straße (Standort)                                      | Theresienmonument, aufgestellt zur Erinnerung an den Abschied des Prinzen Otto v. Bayern von seiner Mutter | Neugotisches Denkmal als pfeilerartiges Gehäuse mit Fialen und eingestellter Muttergottes, Entwurf von Friedrich v. Ziebland, Enthüllung 1835 | D-1-87-117-80 Wikidata  | weitere Bilder                                                                       |
| Rosenheimer Straße 4 (Standort)                                         | Wohn- und Geschäftshaus                                                                                    | Traufständiger dreigeschossiger Satteldachbau mit klassizistischer Fassadengliederung und geätzten Fensterscheiben mit Architekturmotiven im ersten Stock, um 1840 | D-1-87-117-69 Wikidata  | Wohn- und Geschäftshaus                                                              |
| Rosenheimer Straße 6; Rosenheimer Straße 8 (Standort)                   | Ehemaliges Kurhotel und Brauereigasthof Schuhbräu                                                          | Langgestreckter dreigeschossiger Traufseitbau mit klassizistischer Fassadengliederung und Satteldach, 1833 | D-1-87-117-70 Wikidata  | weitere Bilder                                                                       |
| Rosenheimer Straße 16 (Standort)                                        | Villa, sogenannte Villa Katharina                                                                          | Zweigeschossiger Zeltdachbau mit Dachreiter, Mezzaningeschoss, starken Gesimsen, eisernem Balkon und rustizierendem Sockelgeschoss, drittes Viertel 19. Jahrhundert | D-1-87-117-72 Wikidata  | weitere Bilder                                                                       |
| Rosenheimer Straße 18 (Standort)                                        | Gedenktafel für Ludwig Meggendorfer                                                                        | 1910 (Haus ist abgerissen) | D-1-87-117-74 Wikidata  | BW                                                                                   |
| Rosenheimer Straße 31 (Standort)                                        | Kurpensionsvilla                                                                                           | Zweigeschossiger Putzbau mit flachem Satteldach, Zwerchgiebel, gusseisernen Balkonen und historisierenden Putzgliederungen, Ende 19. Jahrhundert | D-1-87-117-76 Wikidata  | weitere Bilder                                                                       |
| Rosenheimer Straße 43 (Standort)                                        | Villa, sogenannte Villa Maria                                                                              | Dreigeschossiger Walmdachbau mit Giebelrisalit, Eck- und Bodenerker, Balkon sowie Treppenhausturm, Marienfigur an der Traufseite, im Neurenaissancestil, 1895; Gartenhaus, 1895 | D-1-87-117-77 Wikidata  | weitere Bilder                                                                       |
| Rosenheimer Straße 53 (Standort)                                        | Ehemalige Kurpensionsvilla                                                                                 | Asymmetrische zweigeschossige Anlage mit Eckerkerturm, Flacherker, Risaliten mit Schweifgiebeln, Balkone und Putzgliederungen, in historisierender Formensprache, um 1900; Garteneinfassung, gemauertes Portal und schmiedeeiserner Zaun, gleichzeitig | D-1-87-117-78 Wikidata  | weitere Bilder                                                                       |
| Rosenheimer Straße 55 (Standort)                                        | Ehemalige Arztvilla                                                                                        | Malerisch gruppierter Bau mit Treppenvorhalle, Giebelrisalit mit Zierfachwerk, Eckerkerturm mit Flacherker und Putzgliederung, in historisierender Formensprache, um 1900; Garteneinfassung, Portal und schmiedeeiserner Zaun, gleichzeitig | D-1-87-117-79 Wikidata  | weitere Bilder                                                                       |
| Schmiedgasse 3 (Standort)                                               | Wohnhaus                                                                                                   | Zweieinhalbgeschossiger Eckbau mit Satteldach und spätklassizistischer Fassadengliederung, vor 1874 | D-1-87-117-81 Wikidata  | Wohnhaus                                                                             |
| Schmiedgasse 8 (Standort)                                               | Ehemaliges Bauernhaus                                                                                      | Giebelständiger zweigeschossiger Putzbau mit Flachsatteldach, erste Hälfte 19. Jahrhundert | D-1-87-117-82 Wikidata  | Ehemaliges Bauernhaus                                                                |
| Sonnenstraße 5 (Standort)                                               | Kurpensionsvilla                                                                                           | Traufständiger zweigeschossiger Putzbau mit Flachsatteldach, Mittelgiebel,eisernem Balkon und Putzgliederungen im Neurenaissancestil, um 1900 | D-1-87-117-83 Wikidata  | weitere Bilder                                                                       |
| Wilhelm-Leibl-Platz 2 (Standort)                                        | Ehemaliges Armenhaus, jetzt Heimatmuseum                                                                   | Zweigeschossiger Putzbau mit Walmdach, um 1800 | D-1-87-117-84 Wikidata  | weitere Bilder                                                                       |
| Willinger Straße 2 (Standort)                                           | Villa | Reich gegliederter Eckbau mit Walm- und Satteldächern, zweigeschossig auf hohem Sockel, mit Eckerkerturm, Schweifgiebelrisalit und Jugendstil-Glasfenstern, um 1900 | D-1-87-117-85 Wikidata  | weitere Bilder                                                                       |
| Willinger Straße 8 (Standort)                                           | Wohnhaus                                                                                                   | Zweigeschossiger Schopfwalmdachbau mit Putzgliederungen in historisierenden Formen, dreigeschossiger hölzerner Altane mit reichen Details, um 1900 | D-1-87-117-86 Wikidata  | weitere Bilder                                                                       |
| Willinger Straße 10 (Standort)                                          | Wohnhaus                                                                                                   | Malerischer erdgeschossiger Putzbau mit Mansardwalmdach und großer geschweifter Giebelnische mit Dekor im Jugendstil, um 1905 | D-1-87-117-87 Wikidata  | weitere Bilder                                                                       |

### Berbling
| Lage                                 | Objekt                                      | Beschreibung | Akten-Nr.               | Bild                                        |
| ------------------------------------ | ------------------------------------------- | --- | ----------------------- | ------------------------------------------- |
| Dettendorfer Straße 2 (Standort)     | Bauernhaus                                  | Einfirsthof, zweigeschossiger Bau mit Flachsatteldach, Wohnteil mit Giebel- und Hochlaube, Wirtschaftsteil mit Bundwerk, 1836 | D-1-87-117-90 Wikidata  | weitere Bilder                              |
| Dettendorfer Straße 6 (Standort)     | Bauernhaus                                  | Einfirstanlage, zweigeschossig mit Flachsatteldach, Wohnteil mit Laube und Hochlaube, 1819 | D-1-87-117-92 Wikidata  | Bauernhaus                                  |
| Heinrichsdorfer Straße 12 (Standort) | Wohnteil des Bauernhauses                   | Zweigeschossiger Satteldachbau mit Giebellaube und Hochlaube, Giebel teilweise und Kniestock vollständig verbrettert, 1818, erneuert 1837 und Ende 19. Jahrhundert | D-1-87-117-94 Wikidata  | Wohnteil des Bauernhauses                   |
| Heinrichsdorfer Straße 15 (Standort) | Ehemaliges Schulhaus                        | Traufständiger zweigeschossiger Satteldachbau, über der Tür bezeichnet mit „1840“ | D-1-87-117-96 Wikidata  | weitere Bilder                              |
| Heinrichsdorfer Straße 18 (Standort) | Katholische Pfarrkirche Heiliges Kreuz      | Saalbau mit Westturm, Rokokoanlage, Philipp Millauer, 1751–56; mit Ausstattung Friedhofsummauerung mit Friedhofskapelle und Kriegerdenkmal, wohl 1756 und um 1918 | D-1-87-117-97 Wikidata  | weitere Bilder                              |
| Heinrichsdorfer Straße 20 (Standort) | Bauernhaus                                  | Einfirsthof, zweigeschossiger Bau mit Flachsatteldach, umlaufender Laube, verbretterter Hochlaube und Lüftlmalerei, 1714, Rokokofresken zweite Hälfte 18. Jahrhundert Schmiede, eingeschossiger Putzbau mit hohem hölzernen Kniestock und vorkragendem Flachsatteldach, erste Hälfte 19. Jahrhundert | D-1-87-117-98 Wikidata  | weitere Bilder                              |
| Pfarrer-Benz-Weg 5 (Standort)        | Wohnhaus, ehemaliges Scheyerner Klosterhaus | Zweigeschossiger Massivbau mit Halbwalmdach, zweite Hälfte 18. Jahrhundert | D-1-87-117-100 Wikidata | Wohnhaus, ehemaliges Scheyerner Klosterhaus |
| Wilhelm-Leibl-Straße 3 (Standort)    | Bauernhaus                                  | Einfirsthaus, zweigeschossiger Flachsatteldachbau, Wohnteil mit Hochlaube, Wirtschaftsteil mit Bundwerk, Tür bezeichnet mit „1807“ | D-1-87-117-103 Wikidata | weitere Bilder                              |
| Wilhelm-Leibl-Straße 5 (Standort)    | Bauernhaus                                  | Einfirstanlage, zweigeschossiger Flachsatteldachbau mit Blockbauobergeschoss und traufseitiger Laube, 18. Jahrhundert, Umbau an Firstpfette bezeichnet mit 1847, Obergeschoss modern erhöht | D-1-87-117-104 Wikidata | weitere Bilder                              |

### Ellmosen
| Lage                                | Objekt                                 | Beschreibung | Akten-Nr.               | Bild                               |
| ----------------------------------- | -------------------------------------- | --- | ----------------------- | ---------------------------------- |
| Ellmosen 3 (Standort)               | Hölzerne Seilwinde mit Drachenkopf     | Wohl 19. Jahrhundert; am Giebel des Bauernhauses | D-1-87-117-107 Wikidata | Hölzerne Seilwinde mit Drachenkopf |
| Ellmosen 19; Ellmosen 21 (Standort) | Katholische Filialkirche St. Margareta | Barockisierter unverputzter Tuffquaderbau mit älterem Turm und jüngerer Sakristei sowie Vorhalle, wohl noch 14. Jahrhundert, um 1677, 19. Jahrhundert; mit Ausstattung | D-1-87-117-106 Wikidata | weitere Bilder                     |
| Ellmosen 23 (Standort)              | Hölzerne Seilwinde mit Drachenkopf     | wohl 19. Jahrhundert; am Giebel des Bauernhauses | D-1-87-117-108          | weitere Bilder                     |
| Ellmosen 31 (Standort)              | Wohnteil des ehemaligen Bauernhauses   | Dreigeschossiger Flachsatteldachbau mit verbrettertem Obergeschoss, Hochlaube und figürlichen Wandmalereien, zweite Hälfte 18. Jahrhundert                             | D-1-87-117-109 Wikidata | weitere Bilder                     |

### Westerham
| Lage                     | Objekt                                      | Beschreibung | Akten-Nr.               | Bild           |
| ------------------------ | ------------------------------------------- | --- | ----------------------- | -------------- |
| Fichtenweg 8 (Standort)  | Katholische Filialkirche St. Johann Baptist | Spätgotischer Saalbau mit Chorturm mit barocker Haube, barock überformt, im Kern 13. Jahrhundert und 15. Jahrhundert, barocke Überformung, 18. Jahrhundert, mit Ausstattung | D-1-87-117-120 Wikidata | weitere Bilder |
| Fichtenweg 12 (Standort) | Bauernhaus                                  | Einfirsthaus, zweigeschossiger Wohnteil mit Flachsatteldach, im Giebelfeld Skulptur des Heiligen Leonhard, um 1800                                                          | D-1-87-117-121 Wikidata | Bauernhaus     |
| Fichtenweg 13 (Standort) | Wohnteil des ehemaligen Bauernhauses        | Zweigeschossiger Flachsatteldachbau mit Putzgliederungen und Giebellaube, um 1800                                                                                           | D-1-87-117-122 Wikidata | weitere Bilder |

### Willing
| Lage                            | Objekt                             | Beschreibung | Akten-Nr.               | Bild                      |
| ------------------------------- | ---------------------------------- | --- | ----------------------- | ------------------------- |
| Berblinger Straße 8 (Standort)  | Bauernhaus, Wohnteil               | Zweigeschossiger massiver Flachsatteldachbau mit Kniestock und Laube, Zwerchgiebel mit Aufzugsluke, um Mitte 19. Jahrhundert, im Kern älter, Wirtschaftsteil im frühen 20. Jahrhundert erneuert | D-1-87-117-124 Wikidata | weitere Bilder            |
| Berblinger Straße 10 (Standort) | Katholische Filialkirche St. Jakob | Saalbau mit Westturm, barocke Anlage, Turm im Kern spätmittelalterlich, Hans Mayr d. Ä., 1688–97; mit Ausstattung                                                                               | D-1-87-117-123 Wikidata | weitere Bilder            |
| Eugen-Belz-Straße 9 (Standort)  | Wohnteil des Bauernhauses          | Zweigeschossiger Flachsatteldachbau mit giebelseitiger Hochlaube, um Mitte 19. Jahrhundert | D-1-87-117-126 Wikidata | Wohnteil des Bauernhauses |
| Nähe Brechstubenweg (Standort)  | Brechelbad                         | Brechelbad, erdgeschossiger Satteldachbau aus Bruchstein- und Brockenmauerwerk mit hölzernem Vorbau, wohl erste Hälfte 19. Jahrhundert                                                          | D-1-87-117-125 Wikidata | Brechelbad                |

### Weitere Ortsteile
| Lage                                     | Objekt                            | Beschreibung | Akten-Nr.               | Bild                    |
| ---------------------------------------- | --------------------------------- | --- | ----------------------- | ----------------------- |
| Abel Abel 28 (Standort)                  | Wohnteil des Einödhofes           | Wohnteil zweigeschossig mit Satteldach und zwei giebelseitigen Lauben, Fassadenmalerei und geschnitztem Türstock, an Haustür bezeichnet mit 1844                  | D-1-87-117-88 Wikidata  | Wohnteil des Einödhofes |
| Gröben Flur Gröben (Standort)            | Hofkapelle                        | Massiver Satteldachbau mit Putzgliederung und kleiner Vorhalle, 19. Jahrhundert; mit Ausstattung                                                                  | D-1-87-117-110 Wikidata | weitere Bilder          |
| Haslach Haslach 25 (Standort)            | Ehemaliger katholischer Pfarrhof  | Einfirsthaus, Wohnhaus mit angeschlossenem Wirtschaftsteil, zweigeschossiger Satteldachbau mit gotisierenden Details, 1861                                        | D-1-87-117-111 Wikidata | weitere Bilder          |
| Mainz Mainz 33; Mainz 33a (Standort)     | Hofkapelle                        | Kleiner massiver Satteldachbau, 19. Jahrhundert; mit Ausstattung                                                                                                  | D-1-87-117-113 Wikidata | weitere Bilder          |
| Mietraching Dorfstraße 4 (Standort)      | Katholische Filialkirche St. Veit | Spätgotischer Saalbau mit Satteldach und Turm, 1512; mit Ausstattung                                                                                              | D-1-87-117-114 Wikidata | weitere Bilder          |
| Mitterham Göttinger Straße 11 (Standort) | Heiligenskulptur                  | Heiliger Georg, 18. Jahrhundert, am Giebel des Hauses | D-1-87-117-115 Wikidata | Heiligenskulptur        |
| Mitterham Göttinger Straße 16 (Standort) | Bauernhaus                        | Einfirsthof, zweigeschossiger Satteldachbau, Wohnteil mit traufseitiger Laube und Fresken, um Mitte 19. Jahrhundert                                               | D-1-87-117-116 Wikidata | weitere Bilder          |
| Natternberg Natternberg 27 (Standort)    | Bauernhaus                        | Einfirsthaus, zweigeschossiger Massivbau mit Flachsatteldach, Giebellaube, Hochlaube und Wandbildern, Wirtschaftsteil mit Bundwerk, zweite Hälfte 18. Jahrhundert | D-1-87-117-117 Wikidata | weitere Bilder          |
| Natternberg Flur Natternberg (Standort)  | Wegkreuz                          | Aus Holz, farbig gefasst, 19. Jahrhundert | D-1-87-117-140 Wikidata | Wegkreuz                |
| Thalacker Thalacker 3 (Standort)         | Bauernhaus                        | Einfirsthaus, Massivbau mit Flachsatteldach, Eckquaderung, umlaufender Giebellaube, Hochlaube und Drachenkopfseilwinde, 1740                                      | D-1-87-117-118 Wikidata | weitere Bilder          |
| Unterheufeld Unterheufeld 18 (Standort)  | Ehemaliges Bauernhaus             | Mit Blockbau-Obergeschoss, bezeichnet mit 1729 (massiver Unterbau, 1979/80). 1979 aus Grenzing/Tirol transferiert                                                 | D-1-87-117-119 Wikidata | Ehemaliges Bauernhaus   |

## Ehemalige Baudenkmäler
In diesem Abschnitt sind Objekte aufgeführt, die früher einmal in der Denkmalliste eingetragen waren, jetzt aber nicht mehr. Objekte, die in anderem Zusammenhang also z. B. als Teil eines Baudenkmals weiter eingetragen sind, sollen hier nicht aufgeführt werden. Aktennummern in diesem Abschnitt sind ehemalige, jetzt nicht mehr gültige Aktennummern.

| Lage                                                                   | Objekt                               | Beschreibung | Akten-Nr.              | Bild           |
| ---------------------------------------------------------------------- | ------------------------------------ | --- | ---------------------- | -------------- |
| Bad Aibling Am Bichl 11 (Standort)                                     | Wohnteil des ehemaligen Bauernhauses | Zweigeschossiger Putzbau mit Satteldach, bemalte Giebelfassade mit floralen Elementen, erste Hälfte 19. Jahrhundert       | D-1-87-117-2 Wikidata  | weitere Bilder |
| Bad Aibling Karolinenstraße 12 (Standort)                              | Wohnhaus                             | Zweigeschossiger Putzbau mit verbrettertem Obergeschoss, hölzerner Galerie und vorkragendem Flachsatteldach, um 1810      | D-1-87-117-30 Wikidata | Wohnhaus       |
| Bad Aibling Kirchzeile 34 (Standort)                                   | Wohnhaus                             | Giebelständiger breitgelagerter zweigeschossiger Massivbau mit vorkragendem Flachsatteldach, erste Hälfte 19. Jahrhundert | D-1-87-117-42 Wikidata | Wohnhaus       |
| Bad Aibling Nähe Kolbermoorer Straße; am Martin-Luther-Hain (Standort) | Martersäule                          | Tuffstein, wohl 17. Jahrhundert                                                                                           | D-1-87-117-43 Wikidata | weitere Bilder |